# Paracaídas de oro
En el ámbito de los negocios se denomina paracaídas de oro o contrato blindado a un acuerdo entre una empresa y un empleado, por lo general ejecutivo superior, especificando que el empleado va a recibir ciertos beneficios significativos en caso de rescisión del contrato que lo vincula con la empresa. A veces deben cumplirse ciertas condiciones para que el empleado tenga derecho a dichos beneficios, por lo general un cambio en la propiedad de la compañía, pero a menudo la causa de extinción no se especifica. Estos beneficios pueden incluir indemnizaciones, bonos en efectivo, opciones sobre acciones, u otros beneficios.

## Argumentos a favor y en contra
Los defensores de los paracaídas de oro argumentan que los mismos proporcionan tres ventajas:
- Hacer que sea más fácil contratar y retener a los ejecutivos, especialmente en los sectores más proclives a las fusiones.
- Ayuda a un ejecutivo a ser objetivo sobre la compañía durante el proceso de toma de posesión.
- Sirve para disuadir en cierta medida los intentos de toma de poder a causa de aumentar el costo de una adquisición.

Los críticos han respondido a lo anterior señalando que:
- El despido es un riesgo en cualquier ocupación, y a los ejecutivos ya se les compensa así.
- Los ejecutivos ya tienen una responsabilidad fiduciaria de la empresa, y no debería necesitar incentivos adicionales para mantenerse motivados.
- Los costos del paracaídas de oro son un porcentaje muy pequeño de los costos de una adquisición y no afectan el resultado.

El uso de los paracaídas de oro ha causado cierta preocupación a los inversores, ya que no especifica que el ejecutivo tenga que desempeñarse con solvencia.
De acuerdo con un estudio realizado en 2006 por el Hay Group, firma de gestión de recursos humanos, los paracaídas de oro a los ejecutivos franceses son las más altos en Europa, y equivalente a los fondos recibidos por el 50% de los ejecutivos estadounidenses. En contraste, los ingresos de los ejecutivos franceses se encuentran dentro de la media europea.

## Términos utilizados según países

### España
En España se conoce como contrato blindado aquel que incluye cláusulas o acuerdos similares al paracaídas de oro. Estas prácticas son comunes en contratos laborales que vinculan a los altos ejecutivos, deportistas de élite, asesores, etc. con entidades públicas y privadas, ya sean empresariales o de otro tipo. Estos contratos en España están regulados por normas específicas al margen de los trabajadores comunes.

## Historia
El primer uso conocido del término "paracaídas de oro" se remonta a cuando los acreedores trataron de derrocar a Howard Hughes del control de la compañía aérea TWA.
El uso del término "paracaídas de oro" se ha incrementado significativamente a partir del 2008 debido a la recesión económica mundial, siendo utilizado principalmente por los medios de comunicación y en los debates de las elecciones presidenciales de 2008 en Estados Unidos.
El uso de los paracaídas de oro tuvo una gran expansión en la década de 1980 en respuesta al gran aumento en el número de adquisiciones y fusiones empresariales y bancarias.